# NGC 5225
NGC 5225 (другие обозначения — UGC 8540, MCG 9-22-78, ZWG 271.50, PGC 47731) — галактика в созвездии Гончие Псы.
Этот объект входит в число перечисленных в оригинальной редакции «Нового общего каталога».